# Jaimie D'Cruz
Jaimie D'Cruz é um produtor cinematográfico e cineasta britânico. Como reconhecimento, foi nomeado ao Oscar 2011 na categoria de Melhor Documentário em Longa-metragem por Exit Through the Gift Shop.